# 宝町 (横浜市)
宝町（たからちょう）は、横浜市神奈川区の町名。丁目の設定のない単独町名である。住居表示は未実施。

## 地理
神奈川区臨海部の工業地帯に位置する。神奈川産業道路が東西に走り、西側は宝運河を渡る布袋橋を経て恵比須町、東側は寿老橋を経て鶴見区大黒町と結ばれている。北側は恵比須運河が流れ、守屋町との間を結ぶ小倉橋はENEOSの専用橋となっている。町の西半分は日産自動車が横浜工場第1・第2地区を置き、登記上の本店も同所となっている。1934年に建設された「日産自動車旧本社一号館」は2002年に横浜市認定歴史的建造物、2007年に経済産業省から近代化産業遺産に認定され、現在はゲストホールとして使われている。東半分はENEOS横浜製造所第3・第4工場となっている。面積は0.506km²で、人口はごくわずかである。

## 歴史

### 沿革
1874年（明治7年）に守屋町地先の埋立が行われ、1937年（昭和12年）3月12日に新設された。町名は縁起を祝って付けられた。

## 事業所
2021年（令和3年）現在の経済センサス調査による事業所数と従業員数は以下の通りである。
| 町名 | 事業所数 | 従業員数 |
| ---- | -------- | -------- |
| 宝町 | 23事業所 | 2,158人  |

### 事業者数の変遷
経済センサスによる事業所数の推移。
| 年                 | 事業者数 |
| ------------------ | -------- |
| 2016年（平成28年） | 22       |
| 2021年（令和3年）  | 23       |

### 従業員数の変遷
経済センサスによる従業員数の推移。
| 年                 | 従業員数 |
| ------------------ | -------- |
| 2016年（平成28年） | 1,677    |
| 2021年（令和3年）  | 2,158    |

## その他

### 郵便番号
- 221-0023[2]（集配局：神奈川郵便局[9]）

### 警察
町内の警察の管轄区域は以下の通りである。
| 番地 | 警察署       | 交番         |
| ---- | ------------ | ------------ |
| 全域 | 神奈川警察署 | 神奈川通交番 |